# 42981 Дженіскенз
42981 Дженіскенз (42981 Jenniskens) — астероїд головного поясу, відкритий 2 жовтня 1999 року.
Тіссеранів параметр щодо Юпітера — 3,426.